# Vyškovská brána
Vyškovská brána je geomorfologický celek na Moravě, součást pásma Západních Vněkarpatských sníženin. Tvoří předěl mezi Drahanskou vrchovinou (Česká vysočina) a Litenčickou pahorkatinou (Karpaty) a propojuje Dyjsko-svratecký a Hornomoravský úval.
Je tvořena mírnou pahorkatinou na terciérních a kvartérních usazeninách, obsahuje ploché sedlo (299 m n. m.) na rozvodí Rakovce a Hané. Národopisně je součástí Hané, největším sídlem je Vyškov. Do roku 1945 existoval uprostřed této brány německý jazykový ostrov, tzv. vyškovský.
Vyškovská brána je důležitá z dopravního hlediska, prochází jí hlavní česká dálnice D1 (evropská silnice E462) a celostátní železniční trať Brno–Přerov.